# Юрий Батурин
Вижте пояснителната страница за други личности с името Батурин.
Ю́рий Миха́йлович Бату́рин (род. на 12 юни 1949 г. в Москва, РСФСР, СССР) е руски учен (юрист) и космонавт (382-ри космонавт в света и 90-и космонавт на Русия, с 2 космически полета). Герой на Русия, летец-космонавт на Русия, военно звание полковник от запаса.
Има 5 висши образования, 2 научни степени (кандидат и доктор на юридическите науки), научно звание професор. Директор на Института по история на естествознанието и техниката на РАН (2010 – 2015), член-кореспондент на РАН (22.12.2011). Секретар на Съюза на журналистите на Русия, председател на Съюза на фотохудожниците на Русия (29.11.2014). Почетен член на Руската академия на изкуствата.
Владее и ползва следните чужди езици: английски, шведски, японски, френски, немски, сърбохърватски.

## Образование
- През 1966 г. завършва със златен медал английско специализирано училище № 44 в Москва.
- През 1973 г. завършва Факултета по аерофизика и космически изследвания на Московския физико-технически институт (МФТИ) по специалност „Динамика на полета и управление“.
- През 1980 г. завършва Всесъюзния юридически институт по специалност „Право“
- През 1981 г. завършва вечерно Факултета по журналистика в Московския държавен университет „М. Ломоносов“ (МДУ) по специалност „Журналистика“.
- През юни 1985 г. защитава дисертация за степен кандидат на юридическите науки на тема „Европейски парламент“.
- През януари 1992 г. защитава дисертация за степен доктор на юридическите науки на тема „Компютърно право“.
- През 2000 г. завършва Висшия курс на Военната академия на Генералния щаб на Въоръжените сили на Русия.
- На 28 юни 2005 г. завършва вечерния факултет на Дипломатическата академия на МВнР на Русия по специалност „Международни отношения“.

## Кариера
- След завършване (1973) на МФТИ работи в ЦКБЕМ (днес Ракетно-космическа корпорация „Енергия“).
- През 1980 – 1990 г. е младши научен сътрудник, научен сътрудник, старши научен сътрудник в Института по държавата и правото на АН на СССР.
- От 17 май 1990 до 2 януари 1992 г. работи като консултант-съветник на президента на СССР.
- През 1991 г. е постоянен консултант на програма „Итоги“ (Първи канал на Съветската телевизия).
- През 1993 – 1994 г. работи като съветник на президента на Русия по правните въпроси.
- През 1994 – 1996 г. е съветник на президента на Русия по националната сигурност.
- През 1996 – 1998 г. е съветник на президента на Русия.
- През 1994 – 1996 и 1996 – 1997 г. ръководи Комисията за висши военни длъжности, висши военни звания и висши специални звания на Съвета по кадрова политика при президента на Русия (до нейното закриване).
- От 25 юли 1996 до 28 август 1997 г. е секретар на Съвета по отбраната на Русия.
- До юни 1997 г. преподава в МГИМО.
- Към юли 1998 г. е щатен професор в МФТИ и в МДУ, както и ръководител на катедра в МИФИ.
- През 1998 г. е назначен на длъжност космонавт-изпитател в ЦПК „Ю. Гагарин“.
- От 1 юни 2000 г. е заместник-командир на отряда на космонавтите по научноизследователска и изпитателна работа (първият случай на назначение на гражданско лице на административна длъжност във военния отряд на космонавтите)[4].
- От 28 декември 2008 г. е член на Научния съвет при Съвета по сигурността на Русия[5].

| Космически полети на Юрий Батурин                                  | Космически полети на Юрий Батурин | Космически полети на Юрий Батурин | Космически полети на Юрий Батурин | Космически полети на Юрий Батурин    |
| №                                                                  | Дата                              | Космически кораб                  | Функции                           | Продължителност                      |
| ------------------------------------------------------------------ | --------------------------------- | --------------------------------- | --------------------------------- | ------------------------------------ |
| 1                                                                  | 13 август 1998                    | „Союз ТМ-28“                      | космонавт-изследовател            | 11 денонощия 19 часа 41 мин. 33 сек. |
| 2                                                                  | 28 април 2001                     | „Союз ТМ-32“                      | бординженер                       | 7 денонощия 22 часа 4 мин. 8 сек.    |
| Сумарно време в космоса – 19 денонощия 17 часа 45 минути и 41 сек. |                                   |                                   |                                   |                                      |

## Награди
- Герой на Русия (28.09.2001 г.) – за мъжество и героизъм, проявени при осъществяването на международния космически полет[6]
- Орден за мъжество (25.12.1998) – за мъжество и самоотверженост, проявени по време на космическия полет на орбиталния научноизследователски комплекс „Мир“[7]
- Юбилеен медал „300 години Руски флот“
- Медал „В памет на 850-годишнината на Москва“
- Летец-космонавт на Русия (25.12.1998) – за мъжество и самоотверженост, проявени по време на космическия полет на орбиталния научноизследователски комплекс „Мир“[7]
- Благодарност на президента на Русия (14.08.1995) – за активно участие в подготовката и отбелязването на 50-годишнината от Победата във Великата отечествена война 1941 – 1945 г.[8]
- Благодарност на президента на Русия (11.03.1997) – за активно участие в подготовката на послание на президента на Русия до Федералното събрание 1997 г.[9]
- Орден „Достик“ (Дружба) (Казахстан, 1998 г.)
- Орден „Барис“ (Барс) I степен (Казахстан, 2002 г.)
- Знак „За служба в Таджикистан“ на Федералната гранична служба на Русия
- Премия на Съюза на журналистите на СССР (1991)
- Премия „Темида“ (1999)[10]

## Публикации
Съавтор е на книгата „Световна пилотирана космонавтика“ (2005). Автор е на:
- 2 документални филма – „На честна дума и на едно крило“ (1997) и „Стълба към небето“ (2000),
- книга за баща му „Досието на разузнавача“ (2005),
- няколко книги по политология, право, кибернетика,
- много научни статии.